# Wittorf
Wittorf este o comună din landul Saxonia Inferioară, Germania.

## Geografie
Municipalitatea este situată la sud de Elba în Lüneburg Heath și la aproximativ 13 km nord-vest de orașul Lüneburg. Satul aparține inca din 1974 lui Samtgemeinde Bardowick.

## Istoric
Satul a fost construit la sfârșitul primului mileniu d. Hr., Ca un tribunal de două instanțe, pe un geestinsel la gura Ilmenau din Elba. Prima mențiune scrisă a lui Wittorf a fost găsită într-o faptă a lui Henric al II-lea la 2 noiembrie 1004 sub numele de Uuitthorp, unde este atribuită lui Hermann Billung († 973).
1926 MTV Wittorf a fost infiintata cu diviziile de fotbal, trupa marsului si gimnastica. În fotbal, cel mai important joc al anului este derby-ul împotriva rivalului de la Handorf.
În 1938, Wittorf a primit stema sa cu trei pești albi pe o cruce roșie într-un câmp albastru după familia medievală Wittorf, care avea sediul acolo.
Din 1955, Heideblütenfest are loc în Wittorf în ultimul weekend al lunii august

## Dezvoltare a populației
Wittorf are 1471 de locuitori (2015) pe o suprafață de 12,02 km². În 2004 mai erau încă 1210 de locuitori.

## Politică
Primăria Wittorf aparține circumscripției parlamentului de stat 49 Lüneburg și circumscripției federale 38 Lüchow-Dannenberg - Lüneburg.

## Economie și infrastructură

### Trafic
Prin Wittorf drumurile județene conduc 46 (B 404-Wittorf-Bardowick-A 39), 12 (Wittorf-Barum) și 31 (Wittorf-Bardowick). Locul este legat de liniile de autobuz 5402 (Winsen (Luhe) -Rottorf-Handorf-Wittorf-Bardowick-Lüneburg) și 5405 (Marschacht-Tespe-Barum-Wittorf-Bardowick-Lüneburg)

### Formare
În Wittorf există o grădiniță.
1. ↑  Alle politisch selbständigen Gemeinden mit ausgewählten Merkmalen am 31.12.2018 (4. Quartal) (în germană), Statistisches Bundesamt[*], arhivat din original la 10 martie 2019, accesat în 10 martie 2019